# قاعدة القيارة الجوية
قاعدة القيارة الجوية (قاعدة صدام الجوية سابقاً) قاعدة جوية عراقية تقع في محافظة نينوى حوالي 300 كلم شمال بغداد و16 كلم غرب مدينة القيارة. لعبت القاعدة دوراً مهماً خلال الحرب العراقية الإيرانية حيث كانت تأوي أسراب طائرات الميراج وميغ-23 وميغ-25 (وهي أحدث طائرات القوة الجوية العراقية آنذاك).
بنيت قاعدة القيارة أواخر السبعينات من قبل شركات يوغسلافية ضمن مشروع القواعد العملاقة للاستفادة من دروس الحروب العربية مع إسرائيل عامي 1967 و1973.
تتألف القاعدة من مدرجين بطول 3505م و3596 م وحوالي 33 حظيرة طائرات محصنة تنتشر في القاعدة ويحيط القاعدة سياج بقطر 20 كلم ومع السياج حزام أخضر من الأشجار يحيط بالقاعدة لحجب الرؤية وضمان السرية.
تعرضت القاعدة إلى القصف المكثف خلال حرب الخليج وخلال حرب العراق.
بعد عام 2003 أستخدمت القوات الأمريكية قاعدة القيارة كمعسكر لها بعد أن قامت بترميم المدرج وبرج المراقبة وبقيت تستخدمه حتى العام 2010 حين سلمته إلى القوات العراقية.
سقطت قاعدة القيارة بيد تنظيم داعش في حزيران 2014 من دون قتال وأستخدمه التنظيم كمعسكر وكسجن وتعرضت القاعدة خلال فترة سيطرة داعش إلى غارات جوية مكثفة من قبل الطيران العراقي وطيران التحالف الدولي.
في يوم 7/9/2016 أعلن كل من رئيس الوزراء حيدر العبادي ومحافظ نينوى نوفل حمادي السلطان تحرير القاعدة على يد القوات العراقية بدون اية مقاومة بعد هروب عناصر تنظيم داعش باتجاه مركز مدينة الموصل.

## التاريخ

### الاستخدام الأولي للجيش الأمريكي

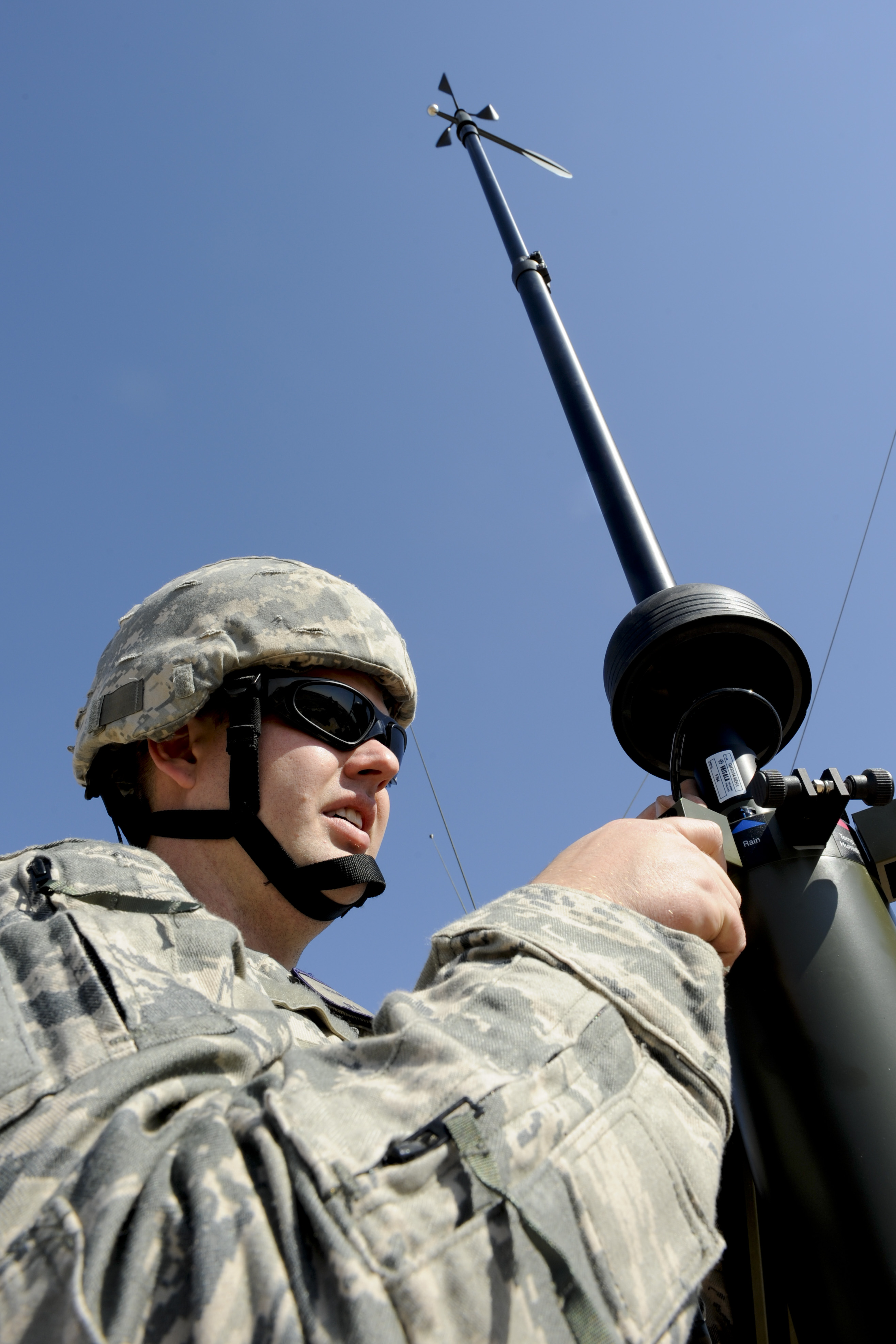
فني الأرصاد الجوية العسكري الأمريكي يقوم بتركيب نظام مراقبة الطقس في قاعدة القيارة الجوية الغربية، 2011

خلال عملية حرية العراق في مارس 2003، تعرضت القاعدة لهجوم عنيف من قبل القوة الجوية للتحالف وتم الاستيلاء عليها من قبل القوات البرية للتحالف. عندما وصلت القوات الأمريكية في 23 مايو، كانت المدرج الرئيسي وبرج المراقبة، اللذان يقعان على بعد حوالي ميلين من مجمع القيادة، قد تعرضا لأضرار. أكثر من ثلاثين فوهة كانت نتيجة للقصف الدقيق من قبل الطائرات الأمريكية خلال كلا حربَي الخليج: حوالي 13 فوهة تم حفرها في المدرج الرئيسي الذي يبلغ طوله 2.2 ميل (3.5 كم)، و30 فوهة أخرى دمرت المدارج المحيطة والممرات الجوية الأصغر؛ بعض الفوهات وصلت عمقها إلى 30 قدمًا وقطرها إلى 120 قدمًا.
بحلول يوليو 2003، كان مطار القيارة الغربي موطنًا لفوج "باستون بولدوغز"، اللواء الأول، الفرقة 101 المحمولة جواً. كانت إحدى الأولويات الأولى هي إصلاح المدرج والبرج، وتمكن المطار بعد ذلك من استقبال أكبر وسائل النقل الأمريكية، مثل طائرة لوكهيد سي-5 غالاكسي. بعد 69 يومًا من العمل على مدار الساعة، قام جنود الكتيبة الهندسية السابعة والثلاثين، من فورت براج، نورث كارولاينا، بإصلاح الفوهات التي كانت تملأ المدرج الرئيسي في قاعدة كيو-ويست والتي منعت الطائرات من الهبوط هناك؛ ونتيجة لذلك، تم إنشاء طريق أكثر أمانًا لنقل العناصر الضرورية.
كانت قاعدة القيارة الغربية محمية بواسطة محيط أمني يبلغ طوله 20 كيلومترًا (12 ميلًا). داخل المحيط، كانت نمو النباتات يبرز انتباه القاعدة. النباتات المزروعة لإخفاء القاعدة عن المراقبة الأرضية كان لها تأثير عكسي عند رؤيتها من الأعلى.
خلال عملية حرية العراق، عاش عدد قليل فقط من كتيبة 101 المحمولة جواً في القاعدة؛ حيث كان معظم الجنود منتشرون في المنطقة، حيث كُلفوا بمهام مثل التواصل والمساعدة المحلية، والتفتيش والحصار، والدوريات الأمنية وحراسة المواقع الأثرية المهمة لمنع النهب. عاشت القوات البعيدة حيث كانوا يعملون، بعضهم في خيام، والبعض الآخر في أماكن مؤقتة في المباني القائمة.

### قاعدة إف أو بي إندورنس
كان إف أو بي إندورنس يقع في قاعدة القيارة الجوية الغربية. كان اسمًا آخر لـ إف أو بي كيو-ويست.
المرفق محاط بالصحراء ولا توجد مستوطنات بالقرب من القاعدة. في نوفمبر 2004، كان الوصول إلى الإنترنت في المنشأة بطيئًا مقارنةً بما هو متاح في قاعدة الموصل الجوية وأحيانًا كان لا يعمل. تم الإبلاغ عن أن الوصول إلى الهاتف كان محدودًا. وُصفت توصيلات البريد بأنها تستغرق وقتًا إضافيًا بسبب الموقع النائي للمنشأة، لكنها كانت تتم بمعدل حوالي 3 مرات في الأسبوع، بينما كانت الرسائل الصادرة محدودة إلى مرة أو مرتين في الشهر.
افتُتِحَت ميني-بي إكس التي يديرها الجنود في 20 نوفمبر 2004، في الغرفة 116 من القصر المدمر. كان من المقرر تزويد المتجر الصغير بالأسهم من المستودع الرئيسي للمتجر في قاعدة الموصل الجوية. تضمنت المرافق الأخرى في إف أو بي إندورنس مرفقًا لتناول الطعام، ومبنى إم دبليو آر مع مسرح. صالة الألعاب الرياضية في القاعدة، التي كانت تُشغلها شركة كي بي آر في نوفمبر 2004، كانت تحتوي على ملعب كرة سلة، بالإضافة إلى إمكانية الوصول إلى الأثقال الحرة، والدراجات الرياضية، وأجهزة المشي.
في 17 ديسمبر 2004، تولت مجموعة دعم الفيلق 917 مهام مجموعة دعم الفيلق 167 في إف أو بي إندورنس. تمركزت الكتيبة الثانية، فوج المدفعية الميدانية الثامن وفصيلة الذخيرة 163 في المنشأة بدءًا من حوالي نوفمبر 2004. انتقل مركز عمليات المنطقة الخلفية 116 إلى إف أو بي إندورنس بعد عيد الشكر 2004 من قاعدة الموصل الجوية.
كان سرب النمر من الفوج الثالث للخيالة الوحدة القتالية الرئيسية للولايات المتحدة في إف أو بي كيو-ويست خلال الفترة من أكتوبر 2007 إلى فبراير 2009. كانت الوحدة تشرف وتدعم العمليات القتالية التي تُجرى من مواقع فرعية متعددة في المنطقة. كانت الكتيبة 506 هناك في عام 2009. تسليم القاعدة خلال الانتقال من العراق إلى الحرية الدائمة.

### احتلال داعش

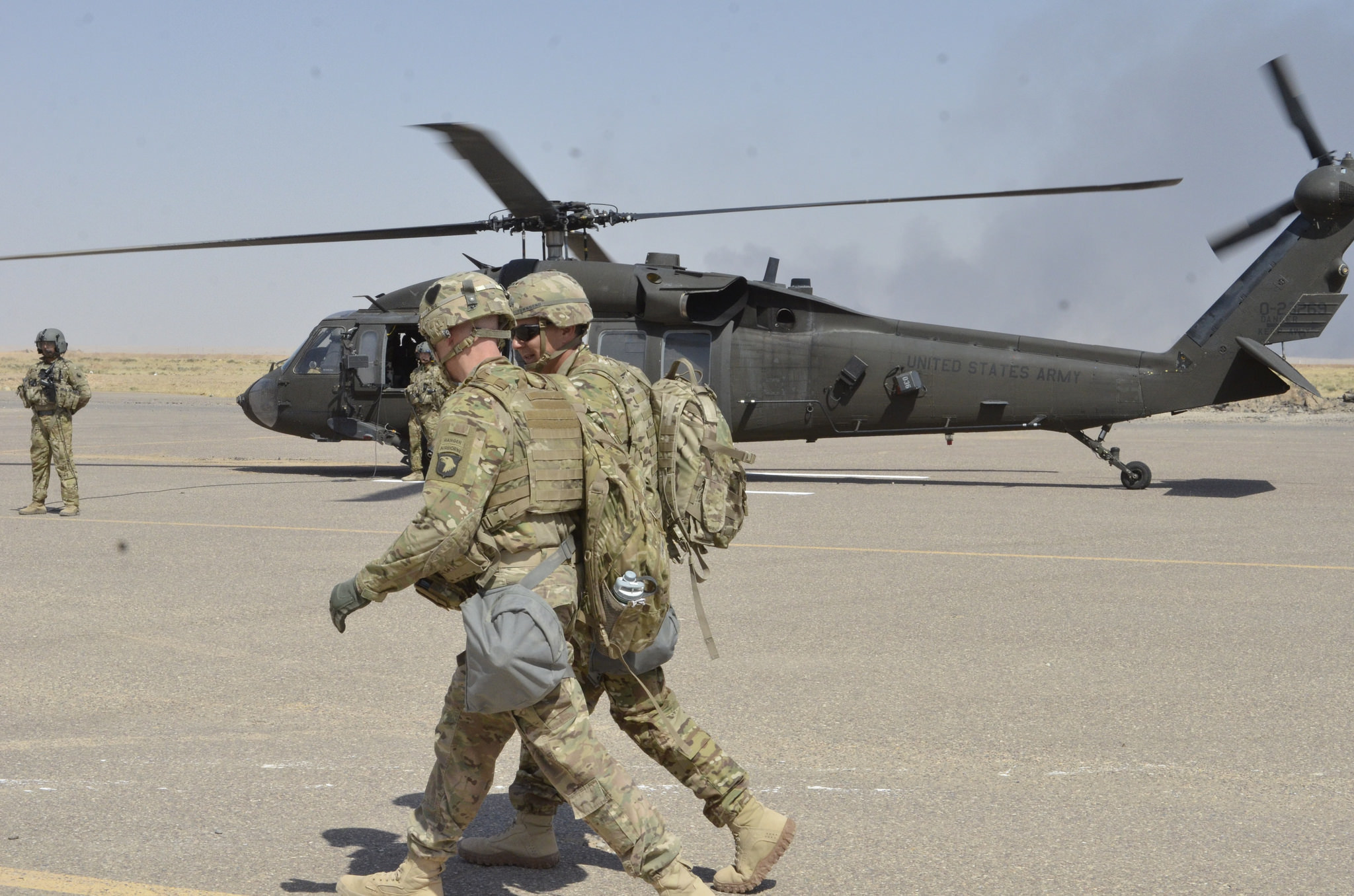
اللواء الأمريكي ستيفن ج. تاونسند، قائد القوة المشتركة، في قاعدة القيارة الجوية الغربية، 22 سبتمبر 2016

مطار القيارة الغربي وقع تحت احتلال داعش في عام 2014 مع منطقة الموصل. خلال الاحتلال، كانت القاعدة هدفًا للغارات الجوية من قبل طائرات التحالف الدولي. في فبراير 2015، وردت تقارير تفيد بأن تنظيم داعش قام بإخلاء القاعدة بشكل متقطع بعد هجمات القصف التي شنتها التحالف. "عشرات القتلى والجرحى" بين مقاتلي داعش في الهجمات تم الإبلاغ عنها أيضًا.

## فترة ما بعد داعش
في 9 يوليو 2016، استعاد الجيش العراقي قاعدة القيارة الجوية الغربية من داعش خلال الهجوم على الموصل، "دون أي مقاومة" استنادا لبعض الاقوال. كان يُعتبر المطار "منصة انطلاق استراتيجية" للهجوم الجاري. أظهرت الصور طائرات مقاتلة/هجومية عراقية من طراز ميج-23/ميج-27 غير قابلة للاستخدام بوضوح. ثم خدمت قاعدة كيو-ويست كمقر دولي لمعركة الموصل، بدءًا من 16 أكتوبر 2016. تم نشر حوالي 560 جنديًا أمريكيًا من الفرقة 101 المحمولة جواً هنا للمعركة. تم نشر حوالي 560 جنديًا أمريكيًا من الفرقة 101 المحمولة جواً هنا للمعركة. شملت الانتشار عناصر القيادة والسيطرة، وفصيلة أمنية، وفريق عمليات المطار، ومتخصصين في اللوجستيات والاتصالات. كما تم إنشاء منطقة دعم الحياة للقوات العراقية من قبل القوات الأمريكية.

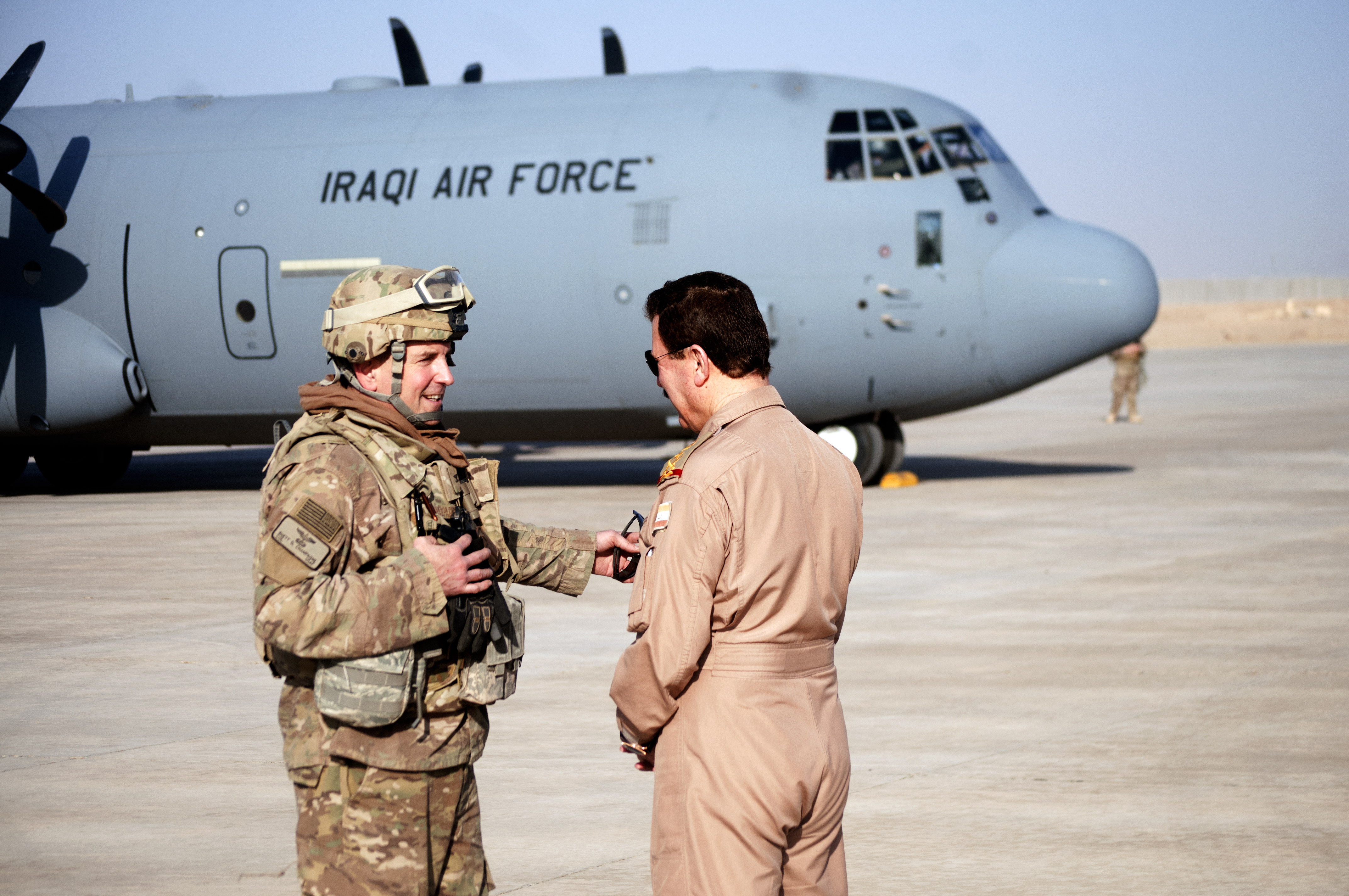
يتحدث العقيد في القوات الجوية الأمريكية ريت شامبين مع رئيس أركان القوات الجوية العراقية في قاعدة كيو-ويست الجوية في 30 أكتوبر 2016.

في 22 أكتوبر، أعيد افتتاح المطار المرمم ومدرجه، حيث وصلت أولى طائرات الشحن ذات الأجنحة الثابتة إلى المطار. في 30 أكتوبر، هبطت طائرة سي-130جاي سوبر هيركوليس التابعة للقوات الجوية العراقية في قاعدة القيارة الجوية الغربية، وهي المرة الأولى التي تهبط فيها طائرة ثابتة الجناحين من القوات الأمنية العراقية هناك منذ استعادة القاعدة من تنظيم داعش.
غادرت القوات المسلحة الأمريكية الموقع في 13 مايو 2020.

### وحدات
السرية أ، كتيبة المهندسين 39، قوة المهام سترايك.
الشركة ج، كتيبة دعم اللواء 526، قوة المهام الضاربة.
السرية ب، الكتيبة الأولى، الفوج السادس والعشرون للمشاة، قوة المهام سترايك.
القيادة وشركة القيادة، كتيبة المهندسين في اللواء التاسع والثلاثين، قوة المهام سترايك.
وحدة الطب الاستكشافية 10-غولف، البحرية الأمريكية
بطارية ب، الفوج 3-321 للمدفعية الميدانية (HIMARS)
فصيلة ج، السرب الخامس من كتيبة الفرسان الأولى، 1-25 SBCT
كتيبة A، الفوج 1-24 مشاة، 1-25 SBCT
لواء الدفاع الجوي الحادي والثلاثون، بطارية تشارلي، 5-5 ADA، C-RAM

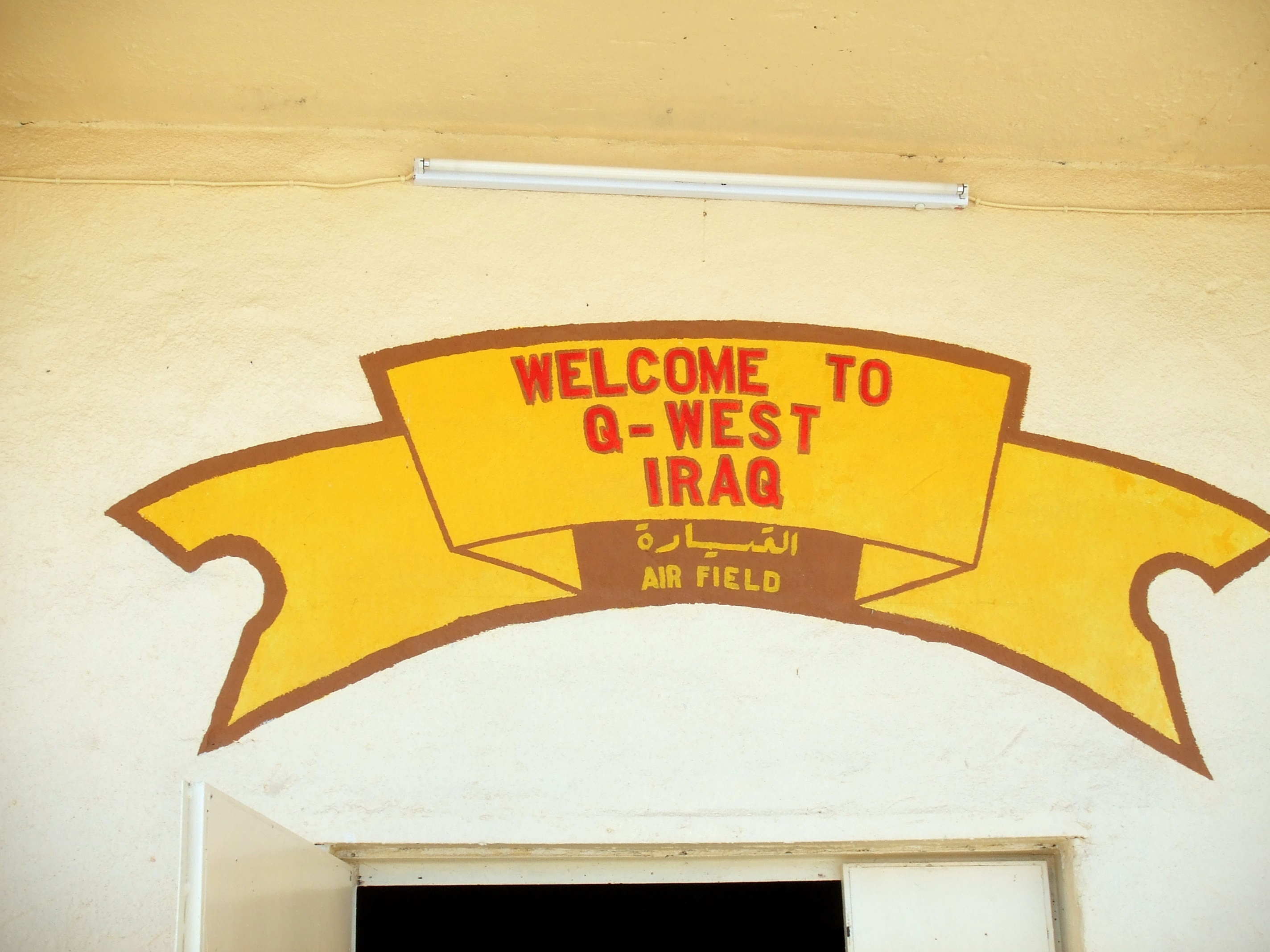
محطة مطار كيو-ويست 2008